# Román de Antioquía
Román de Antioquía, o San Román de Antioquía, fue un diácono y mártir cristiano de Siria que sufrió martirio en el 303 d. C. durante las persecuciones del emperador Galerio contra los cristianos. 
En el año 302 d. C., el emperador Diocleciano ordenó que le fuera amputada la lengua para que no siguiese exhortando a convertirse a los paganos, y después le envió a prisión. Según narra Aurelio Prudencio, allí padeció torturas con potro y flagelación con látigos de plomo a manos de Asclepiades, quien había intentado arrasar su iglesia en Siria. La tradición cristiana atribuye el hecho milagroso de que San Román siguiese hablando sin la lengua. Un niño que lo presenciaba, llamado Barula (o Várulas), se puso a proclamar la divinidad de Cristo, lo cual hizo que fuese igualmente torturado y decapitado ante su propia madre. El 17 de noviembre de 303, Román fue estrangulado en la prisión. 
El proceso del martirio del santo se conoce con detalle gracias a un largo himno de Aurelio Prudencio, casi mil versos compuestos a fines del siglo IV. Otros historiadores eclesiásticos relataron el martirio con posterioridad. El milagro de seguir hablando una vez amputada la lengua fue un lugar común del martirologio cristiano, e incluso anterior, ya que la lengua se consideraba el instrumento ideal para alabar a la divinidad. A Várulas también se le considera mártir y santo.

## Iconografía
No hay demasiadas muestras de San Román en la iconografía cristiana. Se conserva un retablo gótico de finales del siglo XV dedicado al santo en la Iglesia parroquial de Santa Bárbara de La Puebla de Castro (Huesca), pero de sin duda, la imagen conocida es la que realizó Francisco de Zurbarán en 1638 para la iglesia de San Román de Sevilla (España). En ella aparece con el niño Várulas a su lado, portando una capa pluvial, con un libro en la mano y la lengua en la otra.
Existen bastantes santuarios, iglesias, ermitas y lugares de culto que llevan el nombre de este santo en España, la mayoría de origen medieval. Es el patrón de Lloret de Mar (Gerona), de Cobos de Cerrato (Palencia), de Ponzano (Huesca), del antiguo poblado de Castro y de la actual La Puebla de Castro (Huesca), y de Villaherreros (Palencia) y se le rinde también culto en otros lugares del Alto Aragón y en Vega de Villalobos (Zamora) donde la Iglesia del municipio está dedicada al Santo.